# إريك بيرسون
إريك بيرسون (بالسويدية: Erik Persson)‏ (مواليد 19 نوفمبر 1909) هو لاعب كرة قدم. يلعب مع منتخب السويد لكرة القدم. سبق له أن لعب في كأس العالم لكرة القدم مع منتخب بلاده.

## روابط خارجية
- إريك بيرسون على موقع الاتحاد الدولي (مؤرشف)  (الإنجليزية)
- إريك بيرسون على موقع اتحاد السويد (السويدية)
- إريك بيرسون على موقع قاعدة بيانات كرة القدم.إي يو (الإنجليزية)
- إريك بيرسون على موقع ناشيونال فوتبول تيمز (الإنجليزية)
- إريك بيرسون على موقع عالم كرة القدم.نت (الإنجليزية)
- إريك بيرسون على موقع EliteProspects.com (الإنجليزية)
- إريك بيرسون على موقع Eurohockey.com (الإنجليزية)
- إريك بيرسون على موقع اللجنة الأولمبية الدولية (الإنجليزية)
- إريك بيرسون على موقع أوليمبيديا (الإنجليزية)
- إريك بيرسون على موقع اللجنة الأولمبية السويدية (السويدية)